# Koblenz-Karthause
Koblenz-Karthause ist der größte Stadtteil von Koblenz. Er liegt im Süden von Koblenz auf etwa 174 m Höhe und bildet den nördlichsten Ausläufer des Hunsrücks zwischen den Flüssen Rhein und Mosel. Die Karthause wird im Rahmen der kleinräumigen Gliederung nach Empfehlung des Deutschen Städtetags aus statistischen Gründen in Karthause Nord, Karthause-Flugfeld und Karthäuserhofgelände untergliedert.
Der Name des Berges, auf dem sich der Stadtteil befindet, lautete ursprünglich Beatusberg und wurde durch den Orden der Kartäuser geprägt, die hier eine Kartause hatten. Der größte Teil des Stadtteils umfasst den Koblenzer Stadtwald mit dem Naherholungsgebiet Remstecken und dem Fernmeldeturm Koblenz auf dem 382 m hohen Kühkopf. Außerdem befinden sich in diesem Stadtteil das Fort Großfürst Konstantin, die Justizvollzugsanstalt Koblenz, die Hochschule Koblenz und das Bundesarchiv. Am Nordhang der Karthause liegt der Koblenzer Hauptfriedhof.

## Geschichte
Die ältesten, bis in die Steinzeit zurückreichenden Besiedlungsspuren lassen sich im heute zum Teilbezirk Karthäuserhofgelände gehörenden Stadtwald nachweisen. Es wurden dort 1898 ein römischer Tempel für Merkur und Rosmerta aus dem 1. Jahrhundert sowie eine Villa rustica freigelegt. Die spätere Besiedlung des Stadtteils lässt sich in drei Phasen aufteilen.

### Klösterliche Nutzung
Der Überlieferung nach befand sich auf dem unteren Plateau der Karthause bereits im 4. Jahrhundert zu Ehren von Märtyrern ein Heiligtum. Die daraus entstandene Kirche wurde vermutlich durch Erzbischof Hetti in der ersten Hälfte des 9. Jahrhunderts geweiht und später zu einer Klosteranlage erweitert. Die früheste, urkundlich nachweisbare Erwähnung stammt aus dem Jahr 1153, als der Trierer Erzbischof Hillin von Fallemanien dem Kloster seinen Besitz bestätigte. Nachdem ein Teil der Gebeine des Heiligen Beatus von Trier in das Koblenzer Kloster verbracht worden sind, ist der Name Beatusberg bezeugt. Wegen Verletzungen der Ordensregeln verloren die Benediktiner 1315 ihr Kloster, das in ein Chorherrenstift umgewandelt wurde. Die zwölf Stiftsherren gaben die Anlage wegen zu geringer Einnahmen jedoch bald wieder auf und Erzbischof Balduin von Luxemburg schenkte die Gebäude 1331 an den Orden der Kartäuser, und es entstand die Kartause Koblenz. Als 1794 französische Revolutionstruppen im Anmarsch auf Koblenz waren, verließen die Mönche das Kloster. Im Verlauf der Säkularisation wurde es 1802 aufgelöst, 1818 an das preußische Militär verkauft und die noch vorhandenen neun Gebäude abgerissen. An deren Stelle entstand 1822–1827 das heute noch fast vollständig erhalten gebliebene Fort Großfürst Konstantin.
Etwa am Ende des von Lay aus auf die Karthause führenden Ankerpfades stand früher ein weiterer Sakralbau. In der an der ganzen Untermosel und dem Vorderhunsrück meist als Karthäuser Schwarze Muttergottes oder auch Karthäuser Schwarz' Bildgen bekannten Wallfahrtskapelle befand sich eine Nachbildung des Gnadenbildes der Muttergottes zu Einsiedeln in der Schweiz. Noch bis ins 18. Jahrhundert hinein zog am Tag Maria Heimsuchung (2. Juli) von Koblenz aus eine Prozession durch das Laubachtal hinauf zur Kapelle. Ihr Ursprung ist nicht bekannt, sie wurde im Dreißigjährigen Krieg von der Familie von Roben und nochmals 1740 durch den Moselweißer Bürger Paul Spurg neu errichtet. Ende Juli 1792 wurde die Kapelle von Angehörigen des preußischen Dragonerregiments Anspach (altpreußisches Nr. 5) mutwillig zerstört. Reste blieben nicht erhalten. Die Muttergottes war zuvor in die Moselweißer Pfarrkirche gebracht worden, wo sie bis Ostern 1900 auf einem Seitenaltar stand.
An der heutigen Abzweigung Simmerner Straße–Karthäuserhofweg befand sich der erste Karthäuserhof, der im 19. Jahrhundert abgerissen und an der heutigen Karl-Härle-Straße neu errichtet wurde. Im Zweiten Weltkrieg stark beschädigt, erwarb die Stadt 1959 die Reste der Anlage (etwa 1963 abgetragen) mit dem umfangreichen Gelände (östlich dem Karthäuserhofweg, Karl-Härle-Straße, Pappelweg und Akazienweg), auf dem infolge vor allem Einfamilienhäuser entstanden.
Noch um 1810 bestand die Bebauung auf dem Gelände des heutigen Stadtteils Karthause demnach lediglich aus dem Kartäuserkloster und dem Berghof mit entsprechend landwirtschaftlich genutzter Fläche. Dazu gehörten auch einige Weinberge. Der eine befand sich bis ins 19. Jahrhundert hinein oberhalb des Stadtteils Moselweiß, dagegen wurde die bekannte Weinlage Affenberg auf der Rheinseite, oberhalb des Laubachtals bis in die 1970er Jahre bewirtschaftet.

### Militärische Nutzung
In einer Baumeisterrechnung der Stadt Koblenz aus dem Jahr 1433 wird ein kleines Befestigungswerk auf dem Berg erwähnt. Daraus ist später vermutlich die im Volksmund als Schwedenschanze bezeichnete Verschanzung zwischen dem Moseltal und dem Brückbach entstanden. Kaiserliche und spanische Truppen hatten sie im Dreißigjährigen Krieg angelegt. Das rechteckige, etwa 40 m breite Innenfeld wurde von einem Wall und davorliegendem, etwa 10 m breiten Graben umgeben. Die Anlage war mit Schussrichtung gegen die heutige Auffahrt zum Forsthaus Kühkopf ausgerichtet. 1632 wurde sie von den Schweden eingenommen. Sie blieb als Bodendenkmal erhalten.
Im Herbst 1792 besetzten französische Revolutionstruppen Speyer und Mainz. Die mit dem Trierer Kurfürsten Clemens Wenzeslaus von Sachsen verbündeten Preußen hatten zuvor in Koblenz mehrere Versorgungsmagazine angelegt, die nun durch die Franzosen bedroht waren. Der kurtrierische Artilleriehauptmann Faber auf der Festung Ehrenbreitstein befahl daher, einige Verhaue auf der Karthause anzulegen. Der Koblenzer Magistrat befürwortete hingegen eine kampflose Übergabe an die Franzosen und ließ die hastig aufgeworfenen Schanzen wieder durch Bauern beseitigen. Da die preußischen Truppen sich noch in Luxemburg befanden, wurde zunächst eine ebenfalls verbündete hessische Einheit nach Koblenz befohlen. Bis zum 25. Oktober 1792 trafen über 3.500 Soldaten in Koblenz ein. Dazu gehörte auch der preußische Major v. Rüchel, der fortan den Ausbau der Befestigungsanlagen auf der Karthause befehligte. 400 Mann begannen dort umgehend mit den Erdarbeiten. Ziel war es dabei, einen französischen Angriff aus dem Hunsrück heraus zu verhindert. Bis zum 4. November wurden die Hessen von preußischen Truppen abgelöst. Es entstanden auf der Karthause folgende Befestigungen: Die Layerschanze (Wiederherstellung der Schwedenschanze), die Kapellenschanze (heute zwischen dem Umspannwerk und den früheren Schießständen), die Karthäuserschanze (heute zwischen den Rüsternallee und der Hochschule), die Moselschanze (an der späteren Rabenlay, einem gemauerten, überdachten Aussichtspunkt, heute in Verlängerung der Geraer Straße zum Moselhang hin) sowie eine schwere Batterie auf dem Affenberg. Ein großes Blockhaus deckte den damals noch vorhandenen Weg hinab in Laubachtal. Es befand sich nahe dem heutigen Holzschuppen der Straßenmeisterei an der Bundesstraße 327. Schließlich wurden noch einige kleinere Erdwerke zwischen der Karthäuserschanze und dem Affenberg angelegt. Als Besatzung waren vier Bataillone Infanterie, zwei Jägerkompanien und drei Eskadrons Husaren vorgesehen, die im Berghof sowie im Kloster untergebracht waren. Einige Geschütze wurden von der Festung Ehrenbreitstein auf die Karthause gebracht, die meisten stellte aber die preußische Artillerie. Im Verlauf des Jahres 1793 verließen die preußischen Truppen die Stadt, und im Oktober 1794 besetzte die französische Armee Koblenz.
Auf dem noch 1810 als Hunnenkopf bezeichneten Gelände (heutige Altkarthause oder Karthause-Nord), das zum Teil zu dem erwähnten Berghof gehörte, entstand nach 1817 mit über 500 m Seitenlänge eine der größten preußischen Festungen, die 1818 den Namen Feste Kaiser Alexander erhielt. Nach dem verlorenen Ersten Weltkrieg wurde die Gesamtanlage weitgehend beseitigt. Heute sind nur noch das Haupttor, das Löwentor, und ein Teil der zur Stadt gelegenen Seite des Reduits vorhanden. Der Verlauf des Hauptwalls ist aber noch deutlich in den Straßenzügen (Am Löwentor, Am Spitzberg, Görtzstraße sowie Sperlingsgasse und Merodestraße) erkennbar. Da vor allem die feuchten Kasematten der Forts zur Truppenunterkunft ungeeignet waren, errichtete man zwischen den Werken Konstantin und Alexander verschiedene Kasernen: Die Kaserne in der Feste Kaiser Alexander (mitunter auch als Maschinengewehr-Kaserne bezeichnet), die Fachwerkkaserne am Spitzberg, die Erbgroßherzog Friedrich Kaserne sowie die Spitzberg-Kaserne.
Nach dem gewonnenen Krieg 1870/71 wurden auf der Karthause ein großes Lager für etwa 10.000 französische Kriegsgefangene angelegt. Die Unterkünfte befanden sich oberhalb der Simmerner Straße, von der heutigen Sporthalle am Schulzentrum bis zum Bundesarchiv. Der Lazarett- und Küchentrakt stand im unteren Teil der heutigen Rüsternallee. Die französischen Soldaten vergrößerten die Schießstände zur Moselseite hin, die noch von der Bundeswehr und später von Privatleuten bis in die 1990er Jahre hinein genutzt wurden. Zahlreiche Gefangene verstarben an Ruhr und Pocken und wurden auf dem Franzosenfriedhof im oberen Teil des Koblenzer Hauptfriedhofes (heutiger Alliierten-Ehrenfriedhof neben der Straße Am Vogelschutzpark) beigesetzt.
Auf dem großen, bereits 1818 angelegten Exerzierplatz südlich der Feste Kaiser Alexander landete am 7. Oktober 1909 mit der Parseval 3 das erste Luftschiff in Koblenz. Während der Prinz-Heinrich-Flugwoche 1913 flogen 21 Maschinen auf die Karthause. Seit 1934 war das Flugfeld Karthause in den planmäßigen Passagier- und Frachtflugverkehr angeschlossen. Im Ersten und Zweiten Weltkrieg wurde das Gelände zeitweise von der Luftwaffe, danach von der amerikanischen Besatzung und bis 1957 von französischen Streitkräften genutzt. Im Jahr 1952 ließen die Alliierten den deutschen Segelflug- und 1955 auch den Motorflugsport sowie den Reiseflugverkehr wieder zu. Das Flugfeld wurde 1965 geschlossen und mit Eröffnung des Flugplatzes Koblenz-Winningen 1971 nach Winningen verlegt.

### Wohnbauliche Nutzung
Als die Arbeitslosigkeit 1932 auch in Koblenz ihren Höhepunkt erreichte, bot die Stadt zu einem sehr günstigen Preis Bauland auf dem ehemaligen Pionierübungsplatz an. Die Siedler bauten selbst ihre Häuser und die mitten durch die Siedlung führende Straße Pionierhöhe. Ähnliches war für das noch weitgehend brach liegende Gelände der Feste Kaiser Alexander geplant. Der Reichsarbeitsdienst verfüllte Gräben und trug Wälle ab. Die Stadt verkaufte 1934 etwa 70.000 m² an eine Gemeinnützige Heimstätten-Spar und Bau-AG (GEHAG), die 91 Kleinsiedlerstellen und 48 Volkswohnungen errichtete (Am Drosselgang, Am Amselsteg, Am Wachtelschlag sowie an der Zeppelinstraße und Sperlingsgasse). 40 Siedlungsparzellen erhielt die GEHAG kostenlos zum Bau einer SA-Dankopfersiedlung, für verdiente SA-Frontkämpfer, die Am Vogelschutzpark sowie an der Görtz-, Merode-, Lippe- und Zeppelinstraße entstand. Im Jahr 1935 erhielt die Gemeinnützige Kriegersiedlung der nationalsozialistischen Kriegsopferversorgung GmbH (GKS) von der Stadt Baugelände am Hüberlingsweg und Meisenlauf, um dort eine Siedlung für Schwer- und Leichtkriegsbeschädigte sowie für verdiente SA- und SS-Frontkämpfer zu errichten. Im Jahr 1953 stellte die Stadt der Christlichen Siedlervereinigung Baugelände am Schwalben- und Kuckucksweg zur Verfügung. Um 1956 entstand entlang der Rüsternallee für Bundesbedienstete die Theodor–Blank–Siedlung. Auf dem etwa 75 Hektar großen Gelände des früheren Flugfeldes erfolgte am 14. September 1965 der erste Spatenstich zu einer von Prof. Gather entworfenen Siedlung für etwa 12.000 Bewohner. Im Jahr 1986 entstand auf dem verbleibenden Teil der Neubau des Bundesarchives.

## Wasserhochbehälter
Aufgrund der Höhenlage ist die Karthause ein geeigneter Standort für einen Hochbehälter zur Sicherstellung der Trinkwasserversorgung der gesamten Koblenzer Innenstadt mit ausreichendem Wasserdruck. Nach Fertigstellung des ersten Wasserpumpwerks auf dem Oberwerth im Jahr 1886 wurde mit der Errichtung eines Hochbehälters an der heutigen Simmerner Straße, schräg gegenüber der Justizvollzugsanstalt (Position), begonnen. Die in den Fels gesprengte Anlage wurde 1889 fertiggestellt und hatte ein Fassungsvermögen von 2800 m³. Für die Karthause selbst wurden erst 1915 zwei Hochbehälter errichtet. Ein etwa 45 Meter hoher, weit sichtbarer Turmbehälter in der Nähe des Reduits der aufgelassenen Feste Kaiser Alexander versorgte die Haushalte auf dem Plateau und ein Erdbehälter unterhalb des Löwentors (1944 durch Luftangriff zerstört) die neu erbauten Kasernen am Spitzberg sowie am Marsfeld (Plateau vor dem Fort Konstantin). Beide Behälter hatten ein Fassungsvermögen von jeweils 100 m³. 1952/53 entstand nahe der Hunsrückhöhenstraße der Hochbehälter Kühkopf (Position) mit einer Größe von zunächst 700 und seit 1978 1700 m³ zur Versorgung der Karthause. Der Stahlturmbehälter wurde damit überflüssig, sodass er im September 1953 abgebrochen wurde. Für das große Neubaugebiet Am Flugfeld wurde 1969 unterhalb des Forsthauses Kühkopf (Position) ein weiterer Hochbehälter mit 1600 m³ in Betrieb genommen. Nach langwierigen Bodenuntersuchungen und Genehmigungsverfahren konnte 1968 ein 10.000 m³ fassender Hochbehälter auf dem Geiskopf oberhalb des Laubachtals (Position) für die Koblenzer Innenstadt und weitere linksrheinische Stadtteile errichtet werden. Danach wurde der seit fast 80 Jahren genutzte Hochbehälter an der Simmerner Straße abgeschaltet.

## Sehenswürdigkeiten
- Fort Großfürst Konstantin
- Das Löwentor der ehemaligen Feste Kaiser Alexander
- Rittersturz-Denkmal

## Kirchengemeinden
Die katholische Kirche unterhält auf der Karthause die Pfarreiengemeinschaft St. Beatus / St. Hedwig:
- St. Beatus, hervorgegangen aus einer Notkirche von 1948, selbstständige Pfarrei seit 1961
- St. Hedwig, 1969 gegründete Tochter-Gemeinde von St. Beatus, Kirchengebäude von 1978

Das ebenfalls zur Pfarreiengemeinschaft gehörende Kirchengebäude St. Michael musste 1996 wegen Baufälligkeit abgerissen werden. Es wurde durch das neue Kirchengebäude St. Bruno auf dem Gelände des Altenheimes der Geschwister de Haye'schen Stiftung ersetzt.
Sitz der Evangelischen Kirchengemeinde auf der Karthause ist das Dreifaltigkeitshaus.

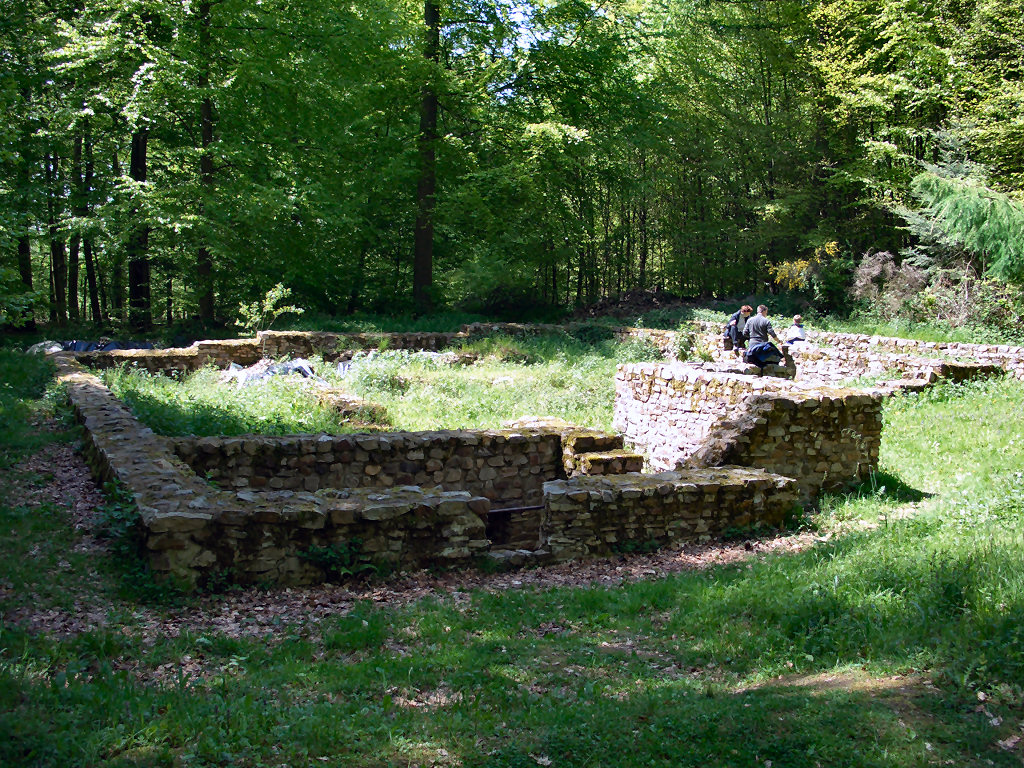
Ausgrabung eines römischen Bauernhofes am Remstecken im Stadtwald
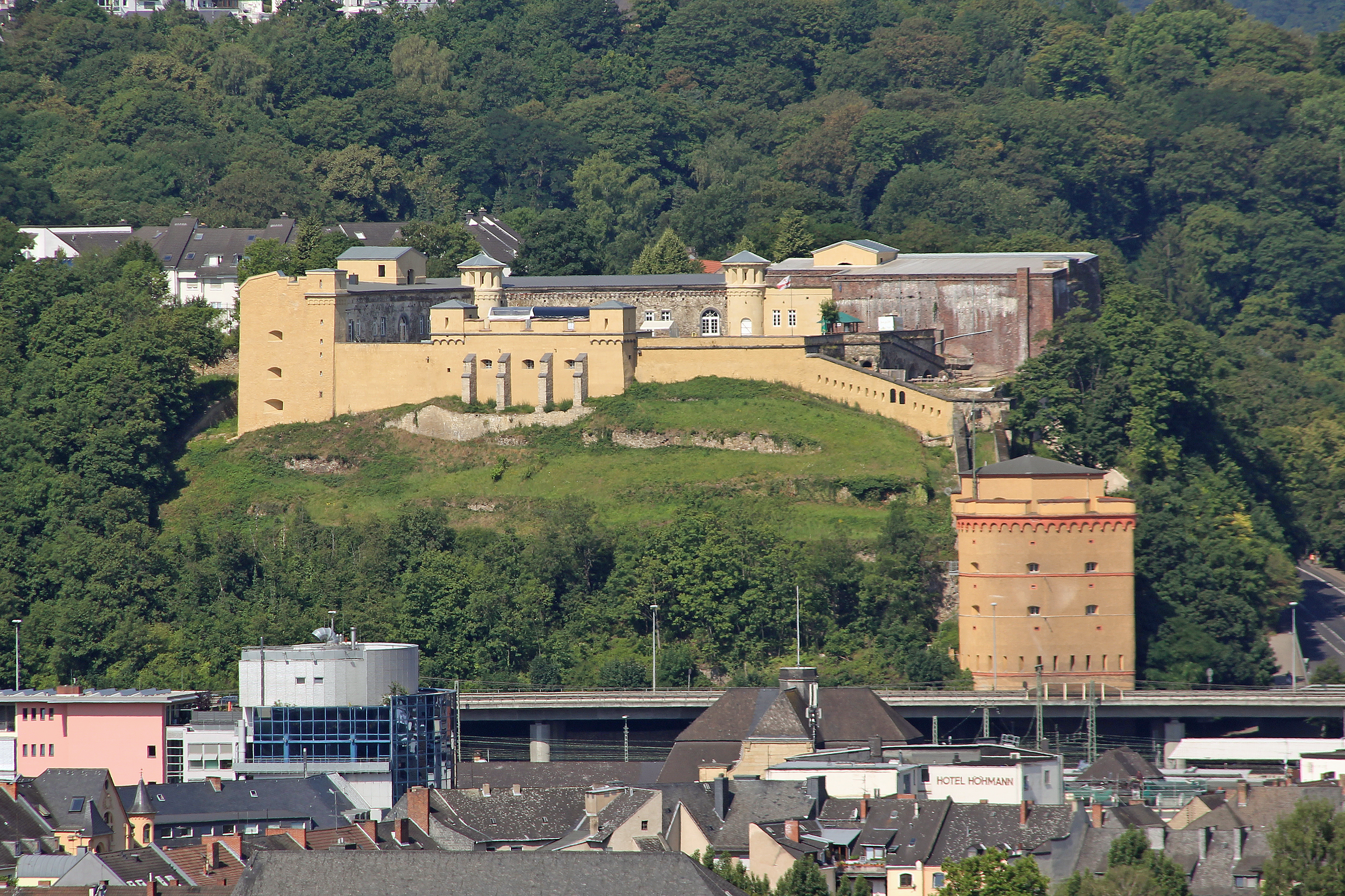
Das Fort Konstantin
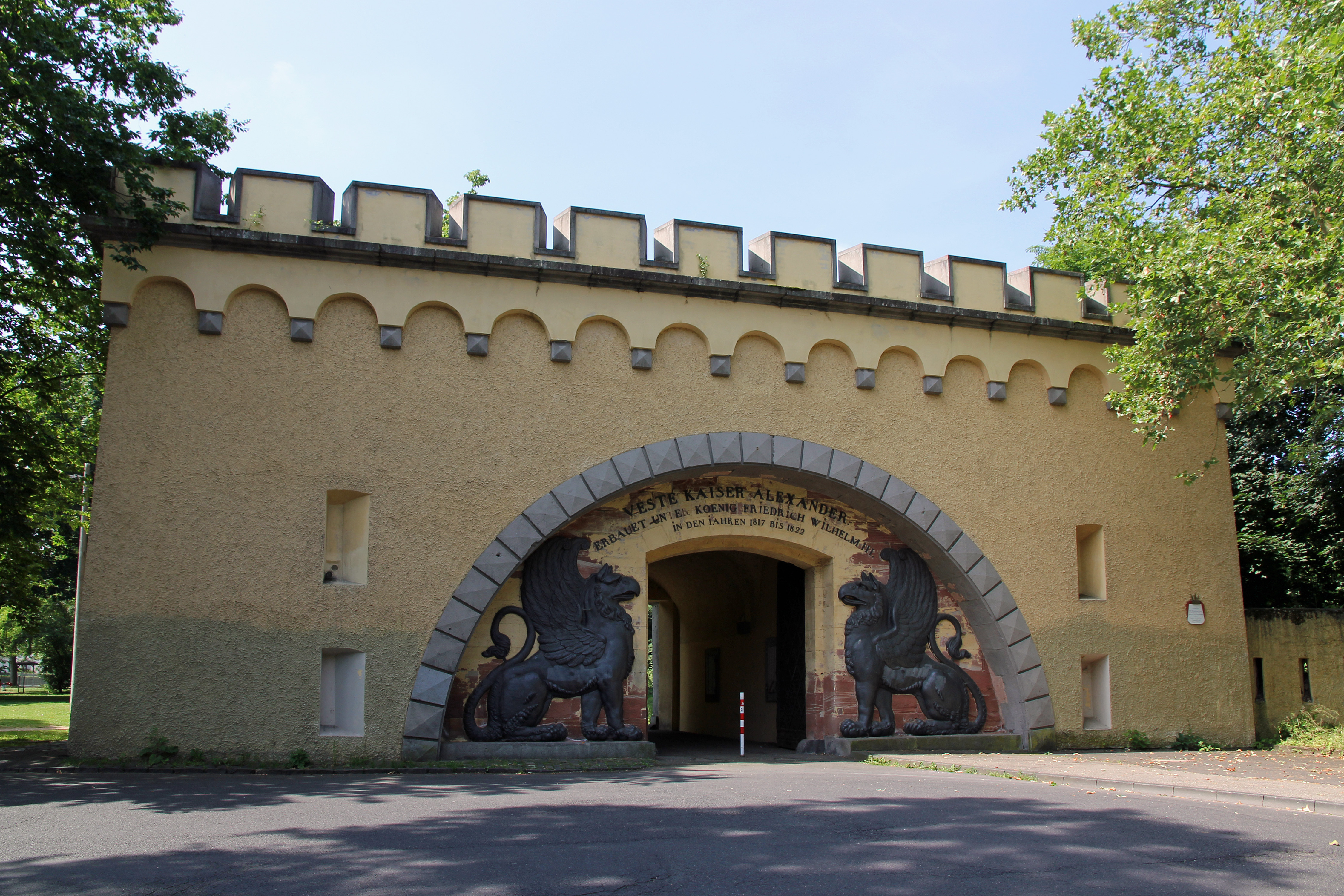
Das Löwentor der ehemaligen Feste Kaiser Alexander
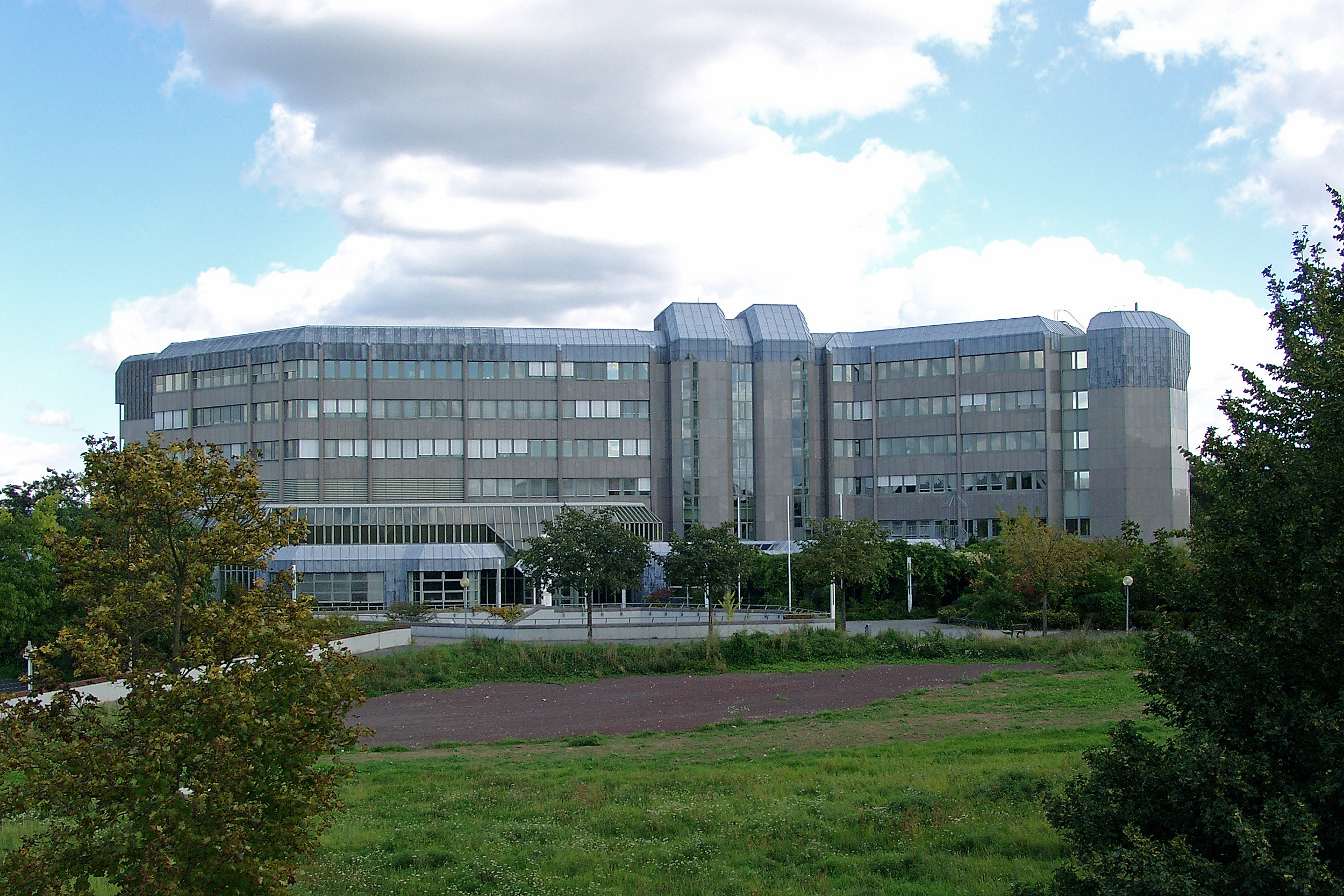
Hauptsitz des Bundesarchivs
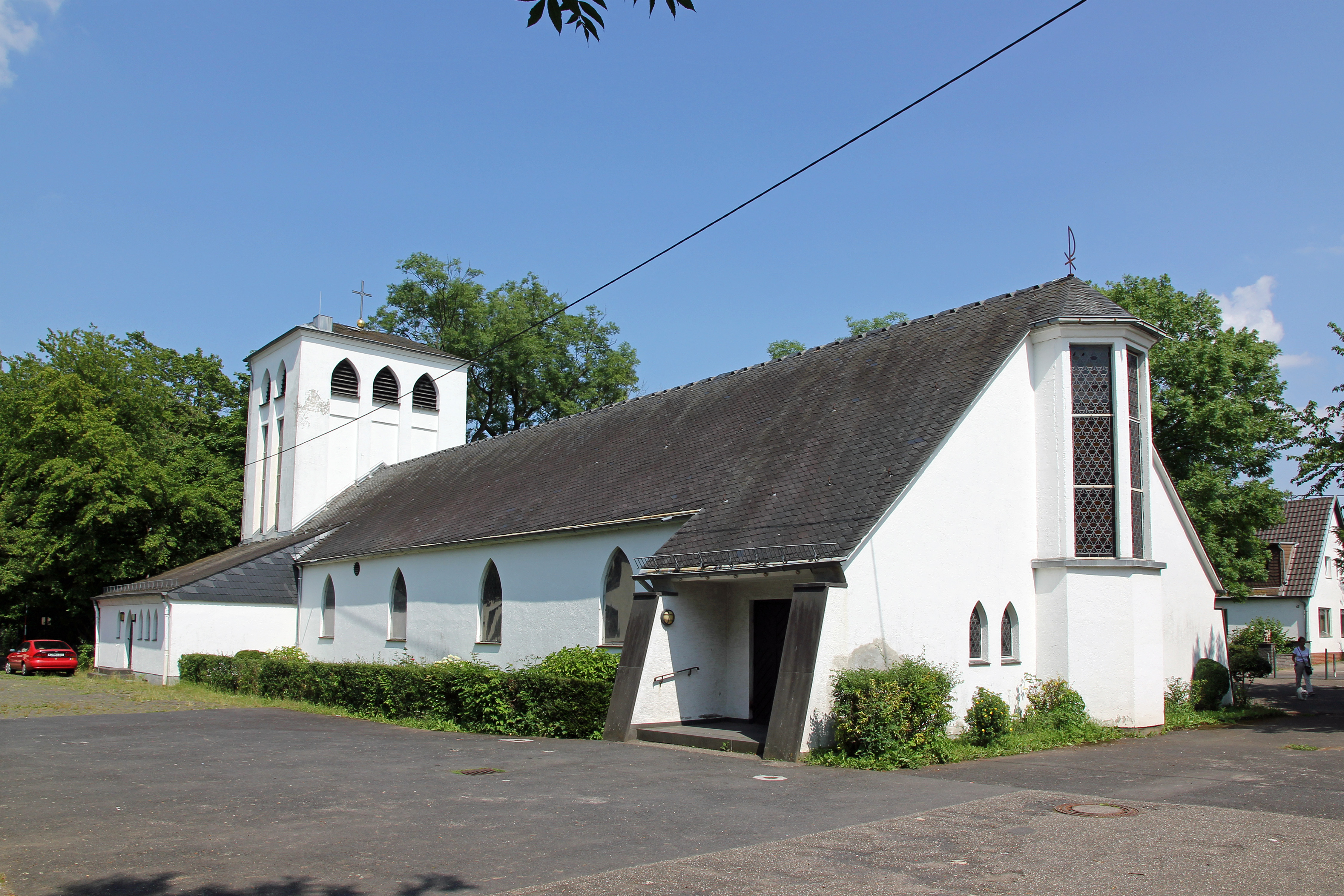
Pfarrkirche St. Beatus
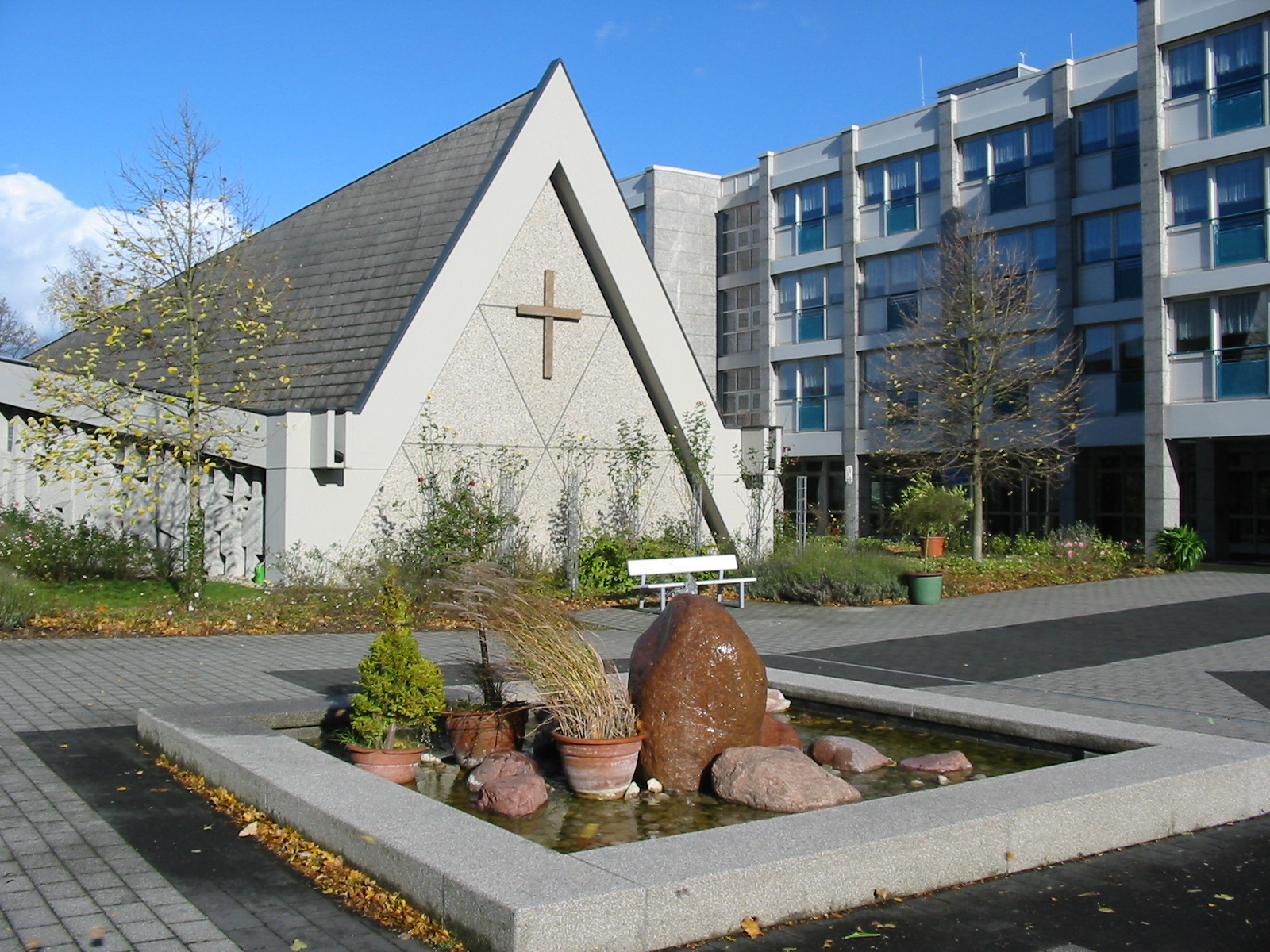
Kapelle St. Bruno
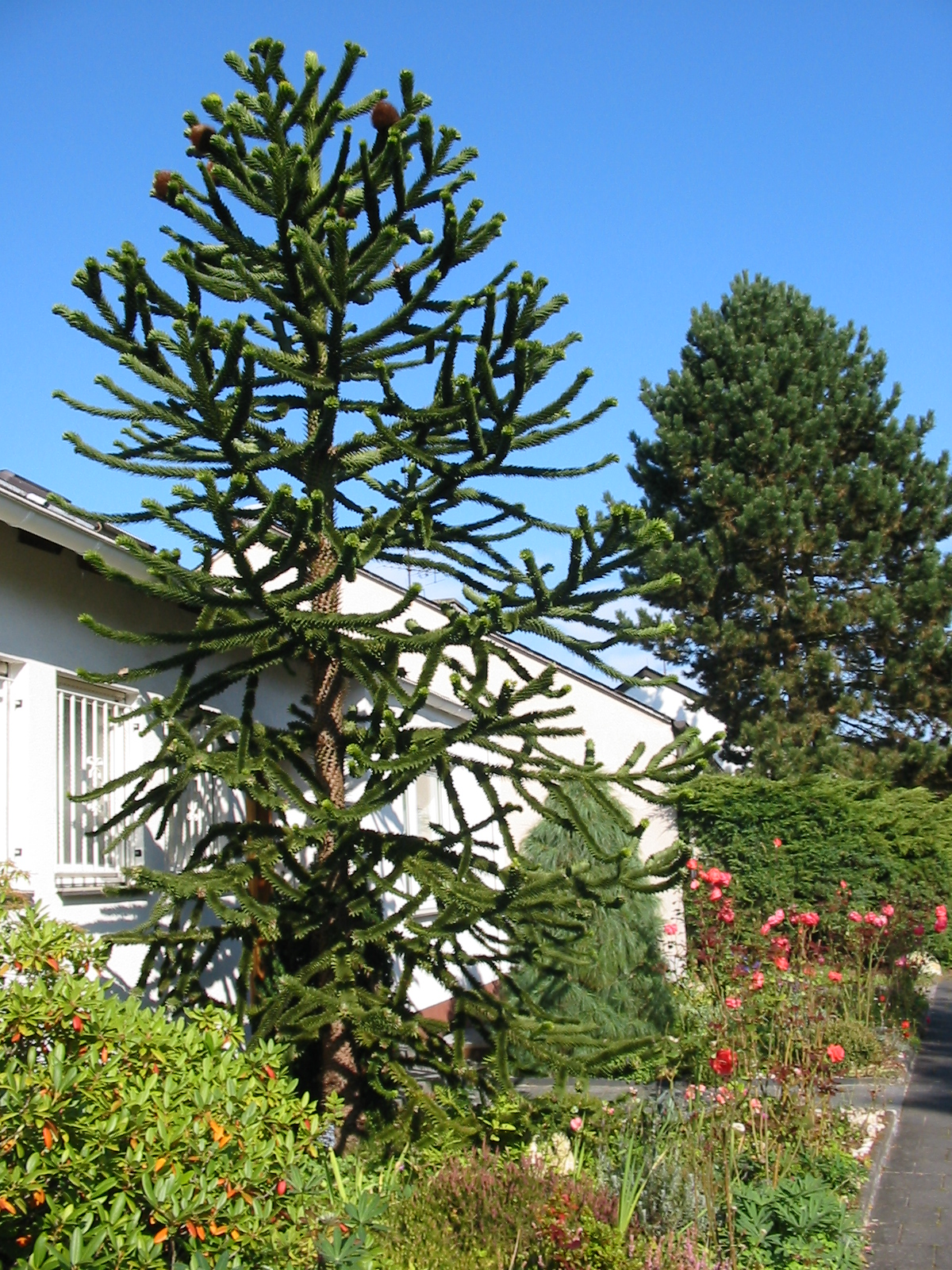
Siedlungsgebiet Karthause-Flugfeld: Eigenheime mit Gärten, teilweise mediterrane Bepflanzungen
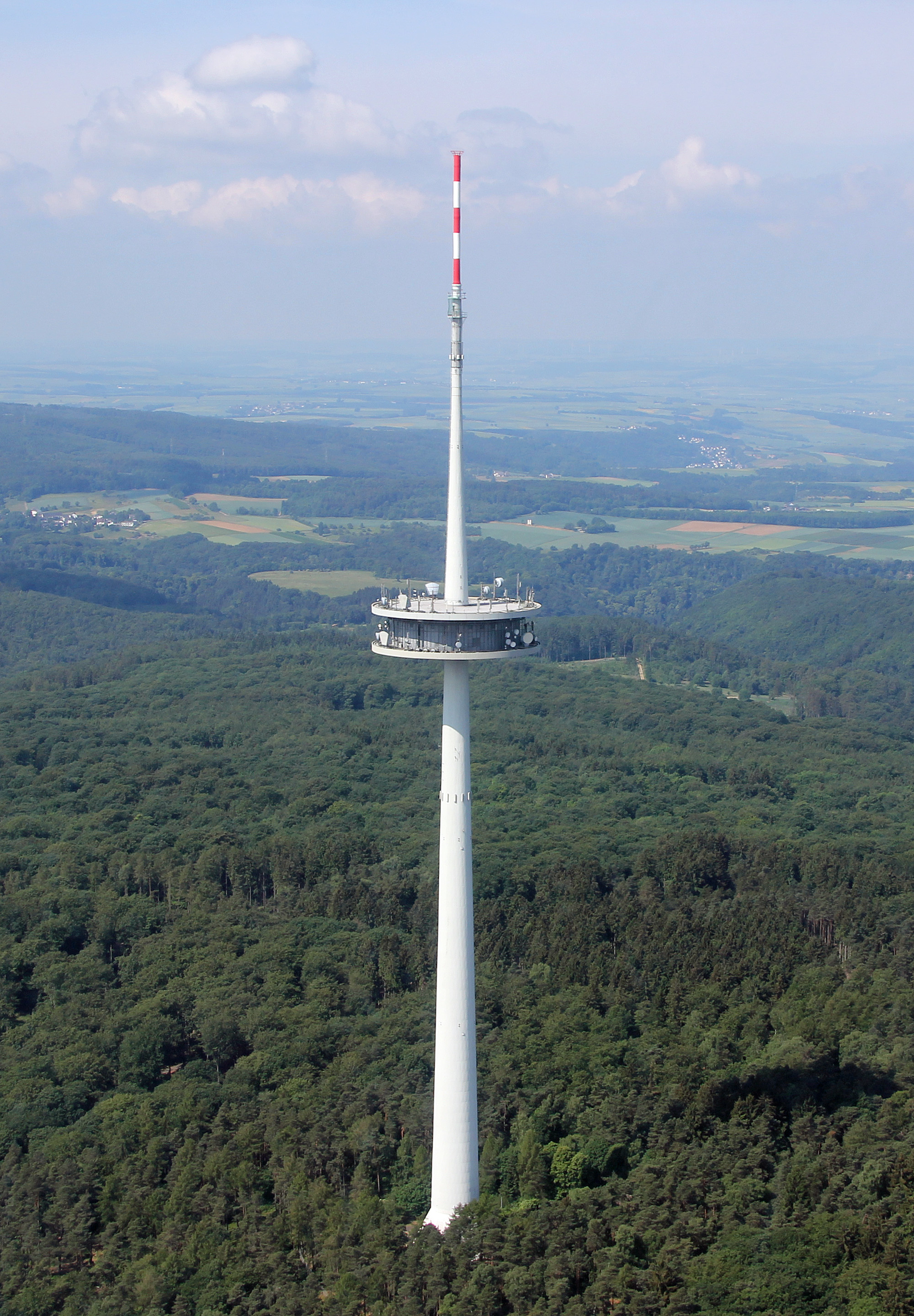
Der Fernmeldeturm Koblenz auf dem Kühkopf